# Il guardiano di notte
Il guardiano di notte (Nattevagten) è un film del 1994 scritto e diretto da Ole Bornedal.
Presentato nella Settimana internazionale della critica del 47º Festival di Cannes, nel 1997 il regista ne ha diretto anche il remake di produzione statunitense, Nightwatch - Il guardiano di notte.

## Trama
Martin, giovane attore disoccupato, fidanzato alla collega Kalinka, trova lavoro come guardiano notturno in un Istituto di Medicina legale a Copenaghen. Il vecchio guardiano gli passa le consegne, e mostrandogli la morgue lo informa che in passato c'è stato un guardiano necrofilo e che c'è un allarme collegato al suo stanzino; se suonasse deve avvisare il medico di guardia. Al bar con l'amico Jens, fidanzato con Lotte, una donna-prete, si sfida con lui a compiere qualcosa di eclatante: il rifiuto costerà al perdente il matrimonio con la fidanzata. Frattanto Martin fa amicizia sul lavoro con l'ispettore Wormer, che indaga su un killer che scotenna le sue vittime, giovani prostitute.
Non appena arriva l'ultima vittima suona l'allarme: ma è uno scherzo di Jens, che poi obbliga Martin a scambiare il nome con lui ed a subire le pesanti avance della sua amica squillo Joyce, che ha dovuto riconoscere l'ultima vittima del mostro, sua amica. Di rimando Martin sfida Jens a rifiutare la comunione di Lotte alla sua prima messa, e costui vomita addirittura nel fonte battesimale. Poi di notte suona di nuovo l'allarme e Martin scopre che la vittima del maniaco si è trascinata nel corridoio: quando sopraggiunge il medico il cadavere è tornato al suo posto. Martin è atterrito e si porta Kalinka in istituto, ma finisce per farci l'amore nella morgue, dove al mattino dopo viene trovata una morta violentata.
Wormer insinua che Martin sia una vittima di un complotto, mentre Joyce avverte Kalinka che Martin (si scoprirà poi che è il nome usato con lei dal maniaco) sta esagerando con lei, che viene uccisa dall'ispettore Wormer, che vuole incastrare Martin al suo posto. Ma il giovane scopre nelle carte dell'istituto che è proprio Wormer l'ex guardiano necrofilo. Kalinka che ha assistito al delitto, avvisa la polizia e, raggiunto Martin, viene sopraffatta col suo fidanzato da Wormer, ma riesce a dare l'allarme mentre sopraggiungono Jens e l'aiutante di Wormer: l'ispettore uccide costui e ammanetta Jens, che deve tagliarsi il pollice per liberarsi ed eliminarlo prima che uccida i suoi amici. La fine dell'incubo è festeggiata con due matrimoni e con un'ultima, innocua sfida.

## Riconoscimenti
- 1995 - Premio Robert
  - Miglior film
  - Miglior attore non protagonista (Kim Bodnia)
  - Miglior attrice non protagonista (Rikke Louise Andersson)
  - Miglior montaggio
  - Miglior trucco
- 1995 - Premio Bodil
  - Miglior attrice non protagonista (Rikke Louise Andersson)
- 1995 - Festival internazionale del cinema fantastico di Bruxelles
  - Premio Pegaso (premio del pubblico)
- 1995 - Fantafestival
  - Miglior film e miglior attrice (Rikke Louise Andersson)